# Моццони, Анна Мария
Анна Мария Моццони (5 мая 1837[…], Милан — 14 июня 1920[…], Рим) обычно считается основательницей женского движения в Италии. Наиболее известна ключевым участием в достижении избирательного права для итальянских женщин.

## Биография
Моццони родилась в Милане в 1837 году. В начале своей карьеры Моццони разделяла идеи утопического социализма Шарля Фурье, позже она защищала бедных и отстаивала равенство женщин, утверждая, что женщинам необходимо выйти на работу, чтобы развивать женскую личность вне «monarcato patriarcale» (патриархальной семьи).
В 1864 году она написала La donna ei suoi rapporti sociali in casee della reviewe del codice italiano («Женщина и её социальные отношения по случаю пересмотра Гражданского кодекса Италии»), феминистскую критику итальянского семейного права. В 1877 году Моццони подала в парламент петицию о предоставлении избирательного права женщинам. В 1878 году Моццони представляла Италию на Международном конгрессе по правам женщин в Париже.
В 1879 году она опубликовала свой перевод «Подчинение женщин» Джона Стюарта Милля на итальянский язык. В 1881 году Моццони присоединилась к другим республиканцам, радикалам и социалистам в призыве к всеобщему избирательному праву, включая избирательное право женщин. В 1881 году она основала в Милане Лигу содействия интересам женщин (Lega promotrice degli interessi femminili) для продвижения различных женских интересов.
Моццони умерла в Риме 14 июня 1920 года.